# Tripogon capillatus
Tripogon capillatus är en gräsart som beskrevs av Hippolyte François Jaubert och Édouard Spach. Tripogon capillatus ingår i släktet Tripogon och familjen gräs. Inga underarter finns listade i Catalogue of Life.